# Длиннохвостая земляная ракша
Длиннохво́стая земляна́я ра́кша (лат. Uratelornis chimaera) — вид птиц из монотипического рода Uratelornis семействa Brachypteraciidae. Эндемик Мадагаскара. Его естественная среда обитания — засушливые колючие заросли вблизи побережья на юго-западе Мадагаскара.

## Общие сведения
Эта земляная ракша существует при чрезвычайно низкой плотности популяции на всём протяжении ареала. Этот вид нуждается в тени и толстом слое опада листьев на поверхности земли, и он отсутствует в тех частях колючих зарослей, которые не отвечают данным требованиям. Это монотипический вид и у него не описаны подвиды. Его ближайший родственник — это чешуйчатая земляная ракша. Длиннохвостая земляная ракша единственный представитель семейства земляных ракш, обладающий определённым половым диморфизмом (различиями в оперении и размерах между полами). Это средних размеров птица с компактным силуэтом тела и длинным хвостом. Верхняя поверхность тела темно-коричневая с черными прожилками, в то время как низ светло-серый. Белое горло обрамлено черными полосами «усов» и соединенной с ними чёрной полосой на груди, другая белая полоса идёт от основания клюва к затылку. Небесно-голубые перья видны на краям крыльев и хвоста. Звуки издаются крайне редко вне сезона размножения, хотя во время ухаживания они многочисленны.
Эти земляные ракши, в основном, питаются беспозвоночными, в том числе муравьями, жуками, бабочками и червями, которых они ищут толстом слое листового опада или, затаиваясь на поверхности подстилки и внимательно высматривая добычу. Длиннохвостая земляная ракша преимущественно передвигается по участку обитания, бегая, — ноги у них весьма сильные, тогда как крылья относительно слабые. Длиннохвостые земляные ракши моногамы, они защищают гнездовую территорию с октября по февраль во время сезона размножения. Этот вид роет нору в песке, в конце которой она расширяется в камеры, где ракша устраивает гнездо из листьев и земляных гранул. Кладка состоит из 2-4 яиц. После того, как птенцы оперяются, птицы продолжают жить в семейных группах по крайней мере до февраля.
По классификации МСОП этот вид относится к уязвимым и находится под угрозой разрушения местообитаний. Засушливые колючие леса, в которых вид обитает, не защищены законоами Малагасийского правительства, и таким образом, местообитания данного вида разрушаются в результате разного рода хозяйственной деятельности, такой как подсечно-огневое земледелие, добыча древесного угля, а также лесозаготовки. В соё время коренные жители Мадагаскара также и охотились на этот вид земляных ракш.

## Cистематика
Британский банкир и натуралист Уолтер Ротшильд впервые описал длиннохвостую земляную ракшу в 1895 году, дав ей научное название Uratelornis chimaera. Ротшильд опубликовал свое описание в Novitates Zoologicae, периодическом издании своего частного музея. Древние анцестральные (предковые) приспособления длиннохвостой земляной ракши, необходимые ей для обитания в кустарниковых зарослях, привели Ротшильда к мысли о выделении этого вида в монотипический род Uratelornis. Название рода Uratelornis происходит от древнегреческого слова oura «хвост» и Atelornis, относящегося к другому роду земляных ракш. Atelornis происходит от древнегреческих слов ateles «неопределенный или неполный» и ornis «птица». Видовое название, Χίμαιρα (chimaera), отсылает нас к древнегреческому мифологическому чудовищу, известному как химера. Длиннохвостая земляная ракша принадлежит к семейству земляных ракш, которые получили своё русское название из-за общего сходства с ракшами и наземного образа жизни. До недавнего времени земляные ракши, курол и собственно ракши относились к единому семейству Coraciidae, в котором каждая из трёх групп выделялась в подсемейство. Однако в 1971 году Джоэл Кракрафт выделил земляных ракш в отдельное семейство, основываясь на их существенных отличиях в поведении, оперении и строении посткраниального скелета. Эта точка зрения позднее была подтверждена данными по структуре ДНК. Было выдвинуто предположение, которое пока широко не признано, что земляные ракши близкие родственники пуховок и якамар. Существует гипотеза, что предок длиннохвостой земляной ракши был древесной ракшей, которая переселилась из Африки в Мадагаскар и перешла к наземному образу жизни, прежде чем перейти от тропических лесов в типичные для длиннохвостой ракши аридные кустарниковые заросли. Ископаемые останки представителей этого рода не найдены. Генетический анализ показывает, что самый близкий родственник этого вида птиц — чешуйчатая земляная ракша. Подвиды у длиннохвостой земляной ракши не описаны.

## Ареал и биотопы

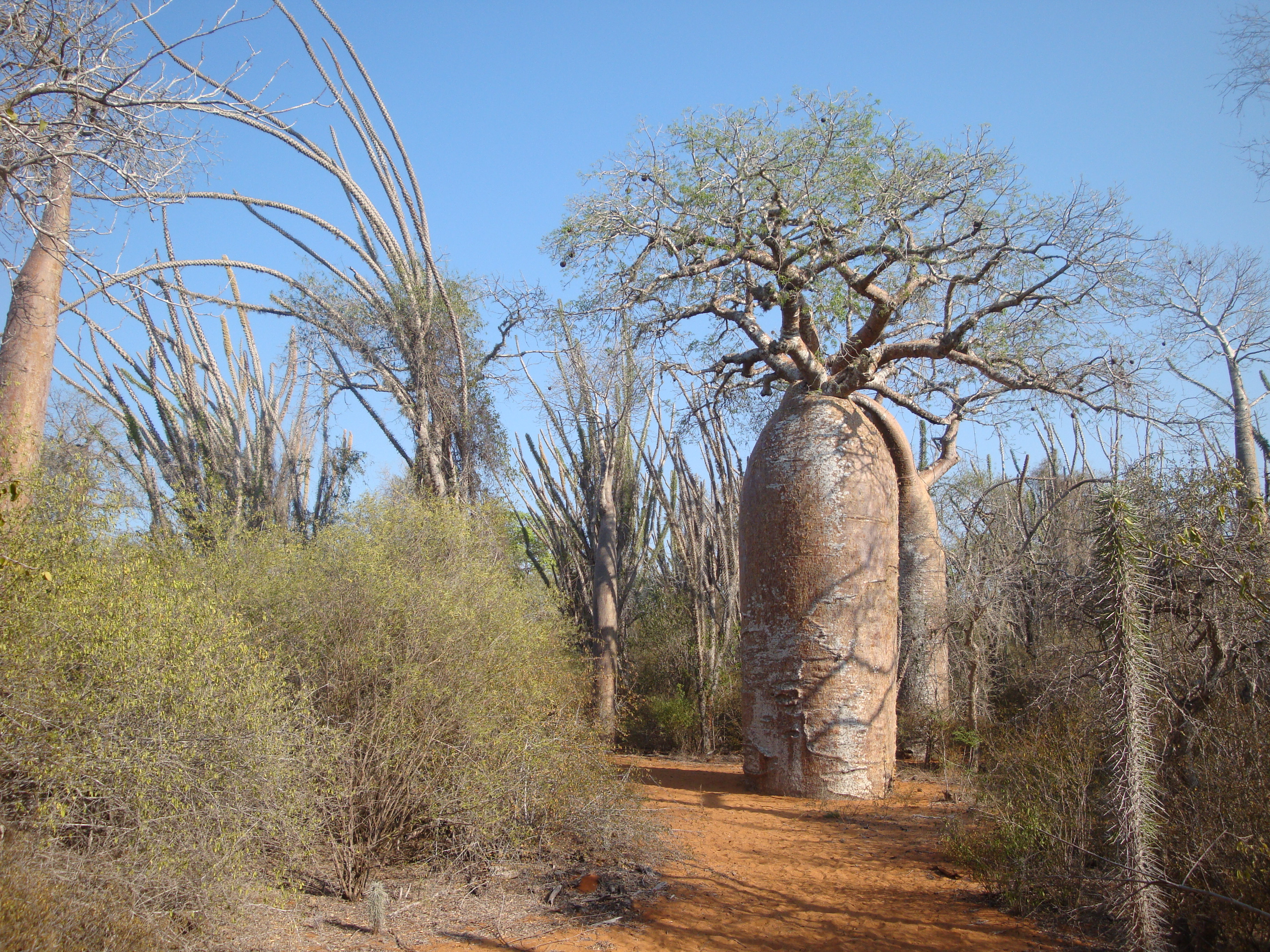
Местообтания U. chimaera — мадагаскарские колючие заросли с баобабами Adansonia в окрестностях деревни Ифати.

Эндемик острова Мадагаскар, длиннохвостая земляная ракша населяет узкую полосу подходящих мест обитания на побережье в юго-западной части острова. Эта полоса ограничена рекой Мангуки на севере и рекой Фихеренана на юге и грядой невысоких холмов на востоке. В целом, площадь ареала этого вида около 10 500 км². Однако этот вид крайне редок в пределах ареала, плотность популяции колеблется от 0,8 до 10 особей на км. Ареал этого вида охватывает высотный диапазон от уровня моря до 100 м над уровнем моря. Длиннохвостая земляная ракша не мигрируют, хотя может расселяться на большей территории вне сезона размножения.
Типичный биотоп этого вида мадагаскарские колючие заросли, смешанные листопадные леса с суб-аридными ксерофитными кустарниками, произрастающие на песчаных почвах, и получающие в среднем только 500 мм осадков в год. Доминирующие растения в них — это кактусоподобные растения из семейства Дидиереевых (в особенности Didierea madagascariensis) и большей степени древовидные представители семейства молочайных (особенно Euphorbia stenoclada). Баобабы рода Adansonia также весьма распространены. Раньше предполагали, что длиннохвостая земляная ракша предпочитает ненарушенные леса среду обитания, способна переносить лишь небольшую степень нарушений. Более поздние исследования показали, что этот вид на самом деле населяет деградировавшие местообитания с сильным уровнем нарушений. Несмотря на это, наличие тени необходимо, и данный вид не найден в безлесенных местах обитания или на лишённых тени дюнах, весьма распространенных на всём ареале этого вида.

## Экология и поведение
Длиннохвостая земляная ракша острожная птица, которую трудно заметить. Если она заметила человека-наблюдателя, то она либо замирает, либо убегает. Так короткие крылья этого вида дают основание предположить, что он редко летает, но это мощный хороший бегун. Хотя этот вид ведёт преимущественно наземный образ жизни, земляные ракши садятся на низкие деревья и кустарники, а также поет с невысоких присад. Длиннохвостые земляные ракши являются одиночными вне сезона размножения. Хотя они дневные, иногда они кормятся в ночное время, в отличие от большинства других земляных ракш. При вокализации этот вид покачивает головой и поднимает хвост. Длиннохвостая земляная ракша поднимает хвост также при возбуждении.

### Питание
Этот вид кормится почти исключительно на земле, где они чередуют тихие остановки и внимательное высматривание с активным поиском, для чего роются листовом опаде. Они питаются широким спектром беспозвоночных, включая муравьев, жуков, бабочек, гусениц, тараканов, кузнечиков, мокриц и червей, а иногда и мелкими позвоночными. Вопреки ограниченным способностям к полёту длиннохвостые земляные ракши способны, как было замечено, ловить бабочек в воздухе.

### Размножение

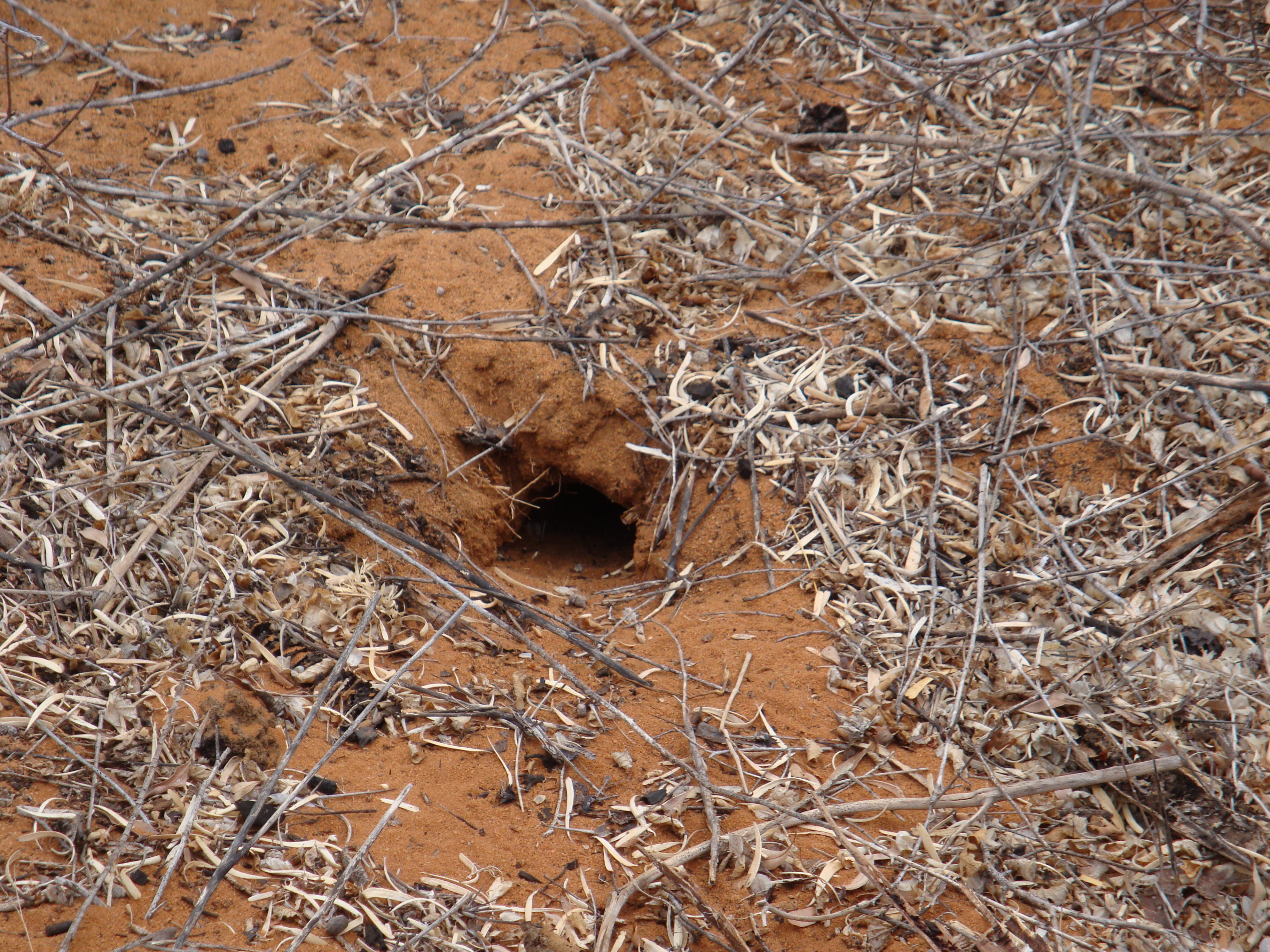
Вход в гнездовую нору

Сезон размножения совпадает с сезоном дождей, который длится с октября по январь. В этот период представители этого вида отказывается от своих индивидуалистских привычек для того, чтобы найти себе пару, в которой они остаются моногамны. Самцы формирую гнездовые территории в период размножения, и они защищают их с помощью территориальных криков. Эти крики подаются с присады высотой в 6 метров от поверхности земли в течение часа после восхода солнца и время от времени в течение дня и ночи. Во время ухаживания наблюдали ритуальное кормление самцами самок.
Самцы и самки длиннохвостых земляных ракш с помощью клювов и ног выкопывают нору но плотном ровном песчаном месте и в конце этой норы строят гнездо Полого нисходящая нора всегда строится вне травянистой растительности является нисходящая и составляет от 0,8 до 1,2 метра в длину с диаметром 8 см. Конец норы расширяется в камеру 20-см ширины с неглубоким углублением, покрытым сухими листьями и земляными гранулами. При строительстве норы длиннохвостая земляная ракша иногда садится под защитой нижних ветвей, поднимает голову вверх, и, оставаясь при этом неподвижно, испускает восходящее крещендо её характерных (ту-тук) криков. На пике крещендо птица прерывает крик и взлетает вверх на ветку, производя на «треск» от ударов крыльев. С присады птица издаёт поток буу-нот. Эта демонстрация считается частью брачного ритуала.
- Крики длиннохвостой земляной ракши на сайте xeno-canto.org. Xeno-canto.org. Дата обращения: 23 июля 2021.

Каждая пара роет от одной до шести гнездовых норы в период размножения.
С октября по январь (с пиком в ноябре) от вид обычно откладывает два гладких белых яйца, хотя иногда они откладывают три или четыре. Инкубационный период и время вылета птенцов у этой земляной ракши неизвестны. После того, как молодые вылетят из гнезда, они живут в семейной группе из четырёх — пяти птиц примерно до февраля, до тех пор пока семья не распадается.

## Охрана
Классифицирован МСОП как уязвимый вид из-за продолжающегося разрушения среды обитания и ухудшения качества оставшихся мест обитания, длиннохвостая земляная ракша, как полагают, являются наиболее угрожаемых видов земляных ракш. Тридцать процентов её уже небольших по площади местообитаний деградировало в период с середины 1970-х годов и по 2000-е годы. Подсечно-огневое земледелие, производство древесного угля, перевыпас скота всё это способствовало потере местообитаний. По состоянию на 2012 год, никаких природных резерватов, чтобы защитить хотя бы часть местообитаний этого вида, не было создано. В результате биотопы этого вида были описаны как область Мадагаскара, наиболее нуждающаяся в природоохранных усилиях. Этот страдает также от охоты и собирания яиц. Кроме людей, ещё собаки охотятся на длиннохвостую земляную ракшы, а завезённая чёрная крыса разоряет гнёзда этого вида. Эта земляная ракша способна переживать некоторое ухудшение среды обитания, но нуждается в необходимой затенённости и листовом опаде для последующего обитания в данном районе. Несмотря на то, что этот вид был довольно распространенным в начале двадцатого века, его популяция пришла в упадок, и он считалось редким уже в 1960-е годы. По состоянию на 2012 год, численность популяции длиннохвостых земляных ракш оценивается между 9,500 и 32,700 птиц и продолжает сокращаться.

## Отношения с людьми
Из-за того, что длиннохвостая земляная ракша удивительно тихая и её трудно увидеть не в гнездовой сезон, местные жители Мадагаскара считали, что эти птицы зимуют в своих норах. Хотя длиннохвостая земляная ракша не отличается каким-либо особыми вкусовыми качествами, на этот вид охотились ради пищи из-за его довольно большого размера и относительно легкой добычи по сравнению с древесными птицами. В начале двадцатого века, на них охотились пастухи с помощью духовых трубок. В 1950-е и 1960-е годы коренные жители ловили ракш с помощью ловушек и выкопывали из гнездовых нор. Эта птица была изображена на нескольких почтовых марках Мадагаскара. Всего лишь один зоопарк в мире, птичий парк Вальсроде в Германии содержит этот вид. У орнитологов-любителей (birdwatchers) длиннохвостая земляная ракша считается одним из самых неуловимых видов в мире.